# Sydafrika i olympiska vinterspelen 1994
Sydafrika deltog med två deltagare vid de olympiska vinterspelen 1994 i Lillehammer. Ingen av landets deltagare erövrade någon medalj.

## Konståkning
- Dino Quattrocecere

## Short track
- Cindy Meyer